# 群馬県立藤岡工業高等学校
群馬県立藤岡工業高等学校（ぐんまけんりつ ふじおかこうぎょうこうとうがっこう）は、群馬県藤岡市にある県立工業高等学校。群馬県内の単科の工業高校としては、創立が最も新しい。通称は藤工（ふじこう）。

## 沿革
- 1962年4月 - 群馬県立藤岡工業高等学校設置が決定される。
- 1963年4月 - 第1回入学式が挙行される。機械科100名 (2学級)、電気科100名 (2学級)
- 1966年4月 - 建築科が設置される。50名 (1学級)
- 1986年4月 - 電子機械科が設置される。40名 (1学級)
- 1992年11月 - 創立30周年記念行事挙行される。
- 1994年3月 - 石川県立羽咋工業高等学校と姉妹校の調印がなされる。
- 1996年4月 - 機械科1学級減。
- 2000年4月 - くくり募集・コース制、2学期制導入。
- 2001年4月 - 電気科1学級減。
- 2007年4月 - 建築科募集停止。
- 2010年4月 - 3学期制導入。
- 2012年10月 - 創立50周年記念式典を挙行。

## 所在地
- 〒375-0012 群馬県藤岡市下戸塚47-2

## 学科
- 機械科
  - 機械技術コース
  - 生産技術コース
- 電子機械科
  - メカトロコース
  - 情報技術コース
- 電気科
  - 電力エネルギーコース
  - エレクトロニクスコース